# جوائز أناندالوك
حفل جوائز أناندوليك (بالهندية:Anandalok Puraskaror) ((بالبنغالية: আনন্দলোক পুরস্কার)‏ ) هو واحد من أبرز المحافل السينمائية في السينما البنغالية في الهند. تقدم الجوائز مجلة "أناندالوك"، وهي المجلة البنغالية الوحيدة المختصة بالسينما. بدأت المجلة يوم 25 يناير 1975 ونُظّم أول حفل توزيع للجوائز عام 1998.